# Erotissimo
Erotissimo (so auch der Originaltitel) ist ein französisch-italienischer Spielfilm von Gérard Pirès aus dem Jahr 1969. Er selbst verfasste auch das Drehbuch zusammen mit Nicole de Buron und Pierre Sisser. Die Hauptrollen sind mit Annie Girardot,  Jean Yanne und Francis Blanche besetzt. Seine Premiere hatte der Film im Juni 1969 bei den Internationalen Filmfestspielen Berlin.

## Handlung
Philippe, der Pariser Windel- und Kleinkindbedarf-Fabrikant, und seine Frau Annie führen eine recht glückliche Ehe, bis – ja, bis Philippe eines Tages ein Steuerprüfer ins Büro schneit. Da Philippe – wer traut schon dem Finanzamt und wem traut schon das Finanzamt? – dem guten Monsieur Buchfink nicht vom leicht zerknautschten Anzug rückt, kommt sein Eheleben plötzlich zu kurz. Annie fühlt sich vernachlässigt, sucht Rat bei Mutter und Freundinnen, die ihr einen Floh nach dem anderen ins Ohr setzen, – den Rest gibt ihr die Reklame, die für Frauen in Annies Lage die tollsten Vorschläge bereithält, von atemberaubenden Dessous bis zum atemberaubenden Hautöl „Erotissimo“. Doch an Philippes Trauma von der Steuerprüfung scheitern selbst Annies gewagteste Verwandlungen. Für einen echten Seitensprung steht Annie wiederum zu fest auf dem Boden der Wirklichkeit. Schon will Annie verzweifeln, da reißt Philippe sie in seine Arme: die Steuerprüfung ist glücklich überstanden. Ein kleiner Urlaub soll die Versöhnung festlich gestalten; doch die Fahrt ins Landhaus in Spanien beschwört neue Verwicklungen herauf.

## Kritik
Der Evangelische Film-Beobachter zieht folgendes Fazit: „Der offizielle französische Wettbewerbsfilm auf der Berlinale [...] bietet ausgiebig Gelegenheit zum Gelächter. Pirès drehte die ungehemmteste, ungenierteste Satire auf den herrschenden Sex-Reklame-Rummel, ein wahres Trommelfeuer an bissigen und boshaften Einfällen, das keinen Augenblick Langeweile aufkommen läßt. Amüsante Unterhaltung […].“ Das Lexikon des Internationalen Films urteilt: „Der kleine Film gibt eine – zumindest im ersten Teil – durchaus einfallsreiche und treffende Persiflage auf die Sexualisierung des Lebens durch Werbung und Presse.“

## Weblink
- Erotissimo bei IMDb